# Bob Whittingham
Robert „Bob“ Whittingham (* 1889 in Goldenhill; † 9. Juni 1926 ebenda) war ein englischer Fußballspieler.

## Sportlicher Werdegang
Whittingham begann seine fußballerische Laufbahn beim FC Goldenhill, mit dem er die Meisterschaft der Staffordshire Alliance gewann. Anschließend wechselte er zum seinerzeitigen Zweitligisten Stoke City, blieb aber in der Football League ohne Einsatz und zog daher zu Crewe Alexandra in den Non-League football weiter. 1907 kehrte er in die Second Division der Football League zurück, als er sich dem FC Blackpool anschloss. Hier reüssierte der Stürmer als regelmäßiger Torschütze und war in den Spielzeiten 1907/08 mit 15 und 1908/09 mit 13 Saisontoren jeweils klubintern bester Torschütze, obwohl er bereits im Januar 1909 zu Bradford City in die First Division gewechselt war. Nach zehn Toren bis zum Ende der  Erstligasaison 1908/09 war er auch in der folgenden Spielzeit ein Torgarant. Nachdem er bis kurz vor Saisonende 21 Tore in 28 Ligaspielen erzielt hatte, lockte ihn der im Abstiegskampf befindliche vermögendere Klub FC Chelsea im April 1910 nach London. Hier erzielte er nur einen Treffer bis Saisonende, so dass der Klub auf einem Abstiegsplatz verharrte. In der Zweitligaspielzeit 1910/11 erzielte er jedoch 30 Saisontore. Damit krönte er sich zwar zum Torschützenkönig der zweithöchsten englischen Spielklasse, als Tabellendritter verpasste er mit dem Klub hinter West Bromwich Albion und den Bolton Wanderers den direkten Wiederaufstieg. Mit 26 Saisontoren war er in der folgenden Spielzeit ähnlich erfolgreich, als Vizemeister hinter Derby County gelang dieses Mal zudem der Aufstieg. In der Folge lief ihm jedoch Vivian Woodward den Rang als zentraler Stürmer ab, so dass er nur noch unregelmäßig zum Einsatz kam. 1913 wechselte er zu South Shields in die North Eastern League, wo er 1914 und 1915 vor der mit Ausbruch des Ersten Weltkriegs folgenden Einstellung des Spielbetriebs in England den Titel gewann.
Während der kriegsbedingten Pause lief Whittingham als Gastspieler für Stoke City, den FC Fulham und den FC Port Vale auf. Nach Wiederaufnahme des Spielbetriebs 1919 stand er kurzzeitig erneut beim FC Chelsea unter Vertrag, ehe er zu Stoke City zurückkehrte und 18 Spiele in der Zweitligaspielzeit 1919/20 für den Klub bestritt. Anschließend musste er verletzungsbedingt seine Laufbahn beenden, Comebackversuche bei Macclesfield Town, Scunthorpe United und dem AFC Wrexham blieben jeweils ohne dauerhaften Erfolg. Zuletzt spielte er erneut beim FC Goldenhill.